# Pic Morto
El Pic Morto és una muntanya de 2.902 metres situada a la carena que separa la Vall Fosca de la vall del riu Escrita, entre el Pallars Jussà i el Pallars Sobirà. Pertany als termes municipals de la Torre de Cabdella i d'Espot.
Es troba entre els pics de Sobremonestero i de Subenuix, al N de l'estany Morto, cruïlla de la primera central hidroelèctrica de Cabdella, primera de Catalunya. Es troba en el punt on conflueixen tres valls: la vall de Monestero a l'est, la vall de Subenuix al nord-oest i la conca de l'estany Tort al sud i sud-oest.